# Hamakir
Hamakir (arab. حماقير, Ḥamāqīr; fr. Hammaguir, Hamaguir) – miasto w zachodniej Algierii, niedaleko miasta Baszszar i granicy z Marokiem; nazwa nieczynnego francuskiego kosmodromu i poligonu.

## Kosmodrom
W latach 1952–1967 mieścił się tu francuski kosmodrom i poligon dla rakiet kosmicznych (serii Diamant) i sondażowych. Jego oficjalna nazwa brzmiała centrum testowania broni specjalnych (fr. Centre Interarmees d'Essais d'Engins Speciaux, CIEES). W 1965 wystrzelono z niego pierwszego francuskiego sztucznego satelitę, Astérix.
Ewakuacja i zamknięcie poligonu były jednymi z warunków porozumienia z marca 1962, które zakończyło wojnę o niepodległość Algierii. Na mocy tego porozumienia w 1966 Francuzi zaczęli demontować urządzenia i budynki poligonu i przekazali go władzom Algierii 1 lipca 1967. Działania dotyczące testowania rakiet zostały przeniesione do Biscarrosse we Francji, a te dotyczące lotów kosmicznych – do budowanego wówczas kosmodromu Kourou w Gujanie Francuskiej.

### Stanowiska startowe
Ośrodek posiadał 4 stanowiska startowe przystosowane dla sondażowych i bojowych oraz jedno dostosowane również do rakiet kosmicznych (Brigitte dla rakiety Diamant A):
| Symbol      | Położenie geograficzne | Miejsce startu rakiet                                            |
| ----------- | ---------------------- | ---------------------------------------------------------------- |
| Bacchus     | 30,87° N 3,07° W       | Agate, Bélier, Centaure, Dragon, Rubis, Topaze, VE10 Aigle       |
| Beatrice    | 30,87° N 3,07° W       | Cora                                                             |
| Bou Hammadi | 31,72° N 2,3° W        | Centaure, Dragon, Veronique                                      |
| Blandine    | 30,87° N 3,07° W       | Veronique, Veronique 61, Vesta                                   |
| Brigitte    | 30,90° N 3,07° W       | Agate, Diamant A, Emeraude, MSBS M1, Saphir, SSBS S1, VE10 Aigle |